# Dumitru Sopon

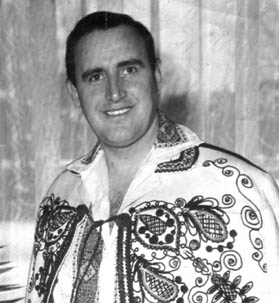
Dumitru Sopon

Dumitru Sopon (n. 21 martie 1936, Gilău, jud. Cluj - d. 12 noiembrie 2006, Cluj-Napoca) a fost un interpret de muzică populară românească.
Solist profesionist al Filarmonicii de Stat “Transilvania” din Cluj-Napoca în perioada 1962-1990, o perioadă angajat al Orchestrei de muzică populară “Crișana” din Oradea, Dumitru Sopon a debutat la Radio Cluj în 1956, apoi, la Radio București a realizat primele înregistrări în 1960. A terminat conservatorul Oradea, secția tenor. A efectuat numeroae turnee în țară (mai ales alături de interpreta Maria Marcu, față de care era foarte apropiat) și peste hotare. A lansat nenumărate șlagăre: „De cine doru' se leagă”, „Câte fete's bihorene”, „Mărie, dragă Mărie”, „Eu doinesc, codrul răsună”, „Bate vântul printre duzi”, „De dor, mândră, și de drag” etc. A lansat un album cu vechi melodii populare interpretate în trio, împreună cu marii interpreți de operă tenorul Ion Cojar, și basul Teodor Coresi. A murit subit, prea devreme, în 12 noiembrie 2006, de infarct. Ultima apariție pe scenă, live, a fost la Festivalul Cântecului și Dansului Popular Românesc Mamaia 2006.

Dumitru Sopon, împreună cu prietenul său de o viață Dumitru Fărcaș, la decernarea premiului "Serviciul Credincios clasa a III-a", de către Președintele României, Ion Iliescu pe 29.11.2002

"Eu doinesc, codru’ răsună/ Mândra patru boi adună/ Eu doinesc, pădurea crapă/ Mândra patru boi adapă/ Nu-i adapă că li-i sete/ Ci-i adapă că mă vede" -  sunt versuri ale unei doine de la început de drum, un început care-a confirmat încă de-atunci: “Dacă Dumitru Sopon se va îngriji să-și adune un repertoriu autentic românesc, va ajunge un mare interpret al României“. – Constantin Arvinte – Revista “Apărarea Patriei”- 1957; Așa s-a întâmplat, Dumitru Sopon a ajuns «un mare interpret al României» și mai mult de-atât, a dus cântecele noastre «peste mări și țări» și odată cu ele puritatea și frumusețea țăranului român. În decursul celor câteva decenii de activitate artistică, a cules și promovat folclor muzical din județele: Cluj, Bihor, Maramureș, Bistrița-Năsăud și Banat. A cântat împreună cu nume celebre, titani ai acelor vremi: Maria Tănase, Ioana Radu, Ion Luican, Rodica Bujor, Maria Lătărețu, Lucreția Ciobanu, Ion Cristoreanu și mulți alți slujitori ai scenei. La Cluj, de colegialitatea lui Dumitru Sopon s-au bucurat: Ilie Muțiu, Felician Fărcașu, Ana Pop Corondan, Maria Peter, Maria Marcu, Ion Fărcaș, Amalia Codorean, cu toții angajați ai Filarmonicii «Transilvania».

Dumitru Sopon împreună cu Ansamblul Filarmonicii <<Transilvania>>

De la stânga la dreapta : Amalia Codorean (a 4-a), Dumitru Sopon (al 5-lea), Maria Marcu (a 6-a) și Iulia Pop Szabo (a 8-a). În 2006 s-a desfășurat la Opera Națională din Cluj-Napoca concertul aniversar "Dumitru Sopon - 70 de ani de viață", la care și-au dat concursul colegii lui Dumitru Sopon: Simion Pop, Amalia Codorean, Maria Marcu, Gheorghe Mureșan, Dumitru Fărcaș. În anul 2007 s-a desfășurat la Gilău, localitatea de naștere a lui Dumitru Sopon, festivalul memorial care-i poartă numele. A fost un festival-concurs, la care au participat tineri din diverse zone ale țării, inclusiv din Basarabia. Recitalurile au fost susținute de foștii colegi ai lui Dumitru Sopon: Simion Pop, Amalia Codorean, Maria Marcu, Gheorghe Mureșan, Dumitru Fărcaș. S-au întâlnit cu toții la mai puțin de un an de când îi cântaseră "La mulți ani!" pentru împlinirea a 70 de ani de viață. Ultimul interviu al lui Dumitru Sopon, realizat la Radio Timișoara, îl puteți asculta aici : - Ultimul interviu al lui Dumitru Sopon.mp3